# شونینگن
شهر شونینگن (به آلمانی: Schöningen) در ایالت نیدرزاکسن در کشور آلمان واقع شده‌است.